# Доходный дом Э. К. фон Липгарта
Доходный дом Э. К. фон Липгарта — памятник архитектуры. Расположен в Петроградском районе Санкт-Петербурга, современный адрес дома — Каменноостровский проспект, 16, 16 литера Б (юго-западная часть Австрийской площади).
Дом построен В. В. Шаубом для художника Э. К. фон Липгарта в 1905—1906 годах. В доме, как и в ранее построенном с другой стороны проспекта доме М. М. Горбова, использованы барочные мотивы. Фасад обильно украшен, ориентирован на проспект, завершён тремя фронтонами усложнённого абриса. Композиция почти симметрична, но симметрия нарушена разной высотой боковых эркеров. Округлая башня здания с двухъярусным завершением слегка отодвинута вглубь площади, к ней пристроена прямоугольная мастерская с большим окном. Фасад также украшен балконом на фигурных кронштейнах с кованым ограждением.
В интерьерах сохранилась исходная отделка парадных лестниц.
Во дворе сохранился служебный флигель из шлакобетонных блоков производства завода В. В. Гюртлера, остаток от дома-ателье, построенного на участке в 1898—1899 году Э. Ф. Виррихом, первой постройки с подобной строительной технологией в Санкт-Петербурге.
В 2019 году дом вошел в перечень 255 многоквартирных домов — памятников архитектуры с особо сложными фасадами, которые предполагается отреставрировать по программе КГИОП «Наследие».